# Autódromo Internacional Nelson Piquet (Brasília)

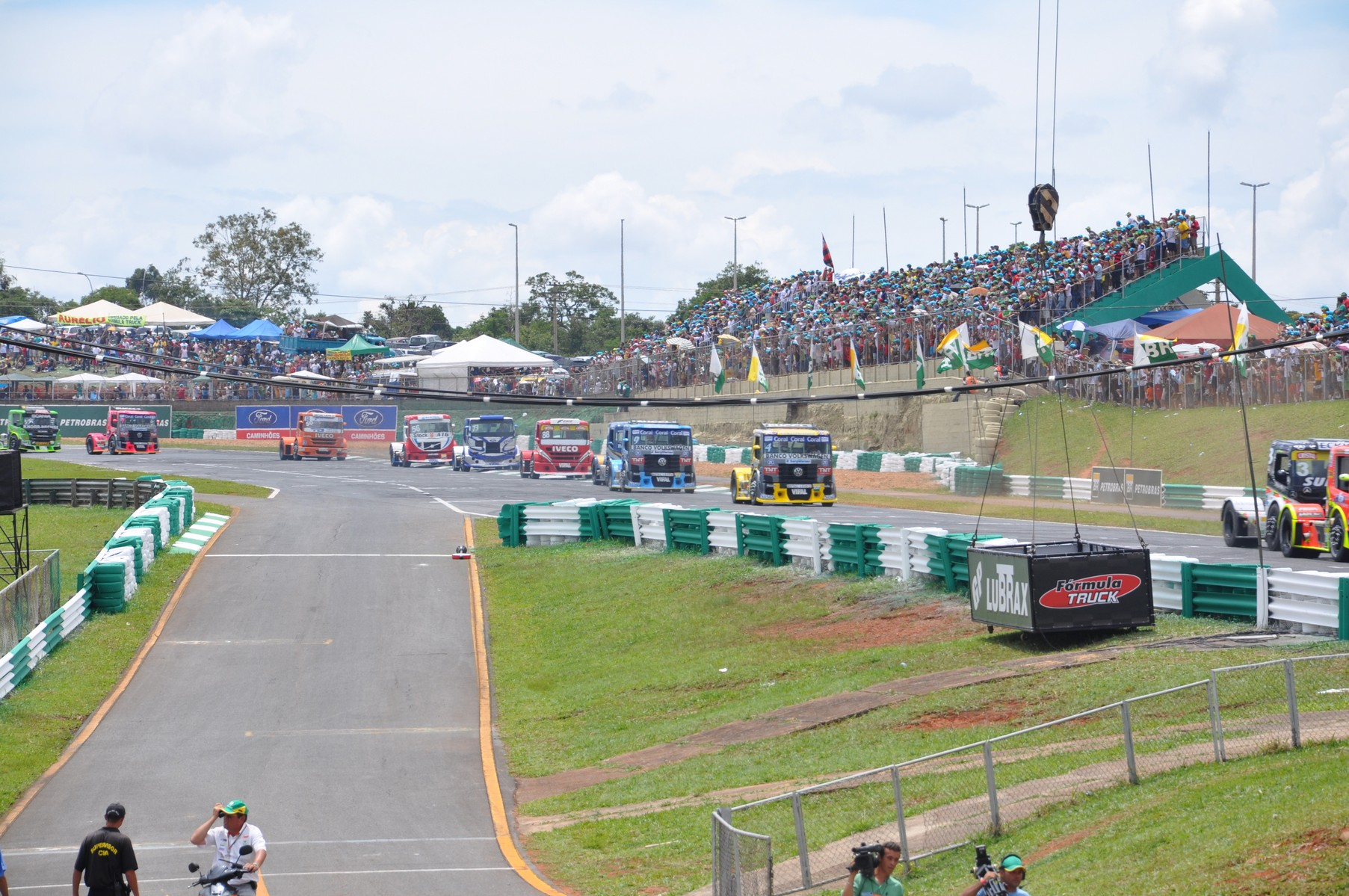
Het circuit in 2009

Het Autódromo Internacional Nelson Piquet, oorspronkelijk het Autódromo de Brasília, is een permanent circuit in de buurt van de Braziliaanse hoofdstad Brasilia. Het circuit werd geopend in 1974 met een niet-kampioenschapsrace in de Formule 1, een week na de officiële Grand Prix van Brazilië, die werd gewonnen door Emerson Fittipaldi.
Naast deze niet-kampioenschapsrace organiseerde het circuit ook het inmiddels gestopte Zuid-Amerikaanse Formule 3-kampioenschap en organiseert het tegenwoordig het Braziliaanse Formule 3-kampioenschap.
Het circuit ligt tegenover het Estádio Nacional de Brasília, waar zeven wedstrijden van het wereldkampioenschap voetbal 2014 werden gehouden.
Op 19 augustus 2013 werd bekend dat het circuit in 2014 een race zou organiseren van het wereldkampioenschap wegrace. Het zou de eerste race in Brazilië betekenen sinds de Grand Prix van Rio de Janeiro 2004. Omdat de aanpassingen aan het circuit niet op tijd konden worden afgerond werd deze race echter van de kalender geschrapt.
Op 18 september 2014 werd bekend dat het circuit in 2015 een race zal organiseren van de IndyCar Series. De laatste keer dat er een IndyCar-race werd verreden in Brazilië was in 2013 op het Stratencircuit São Paulo.